# Пођани
Пођани или повођани су у српској традицији младини родитељи и родбина који долазе у госте у младожењину кућу на дан венчања како би заједно са младожењином родбином и пријатељима прославили удају своје кћерке која је већ дошла у мужевљеву кућу. Обичај је да пођани дођу на дан свадбе пред вече или током следећа два дана, ако су далеко од „пријатеља“. Ако се у пођане (у походе) не оде првог, другог или трећег дана свадбе, иде се током прве године. При томе се за одлазак у пођане изабере обично неки празник, но то не сме бити за време поста. Уколико се не оде у току прве године, онда то треба учинити током треће, пете, седме или девете, (дакле увек непаран број) године. Ако пођани уопште не оду, то је знак да је то сродство практично растурено. На непаран број се пази („јер се тако ваља“) и у том смислу колико ће пођана уопште доћи.
Предводи их домаћин пођана. То је обично младин брат или стриц или неки рођак. Он носи ражањ са печеним прасетом који је окићен и шарену ткану торбу, која је такође окићена и у којој су пођанска погача и црвено вино. Сви пођани носе и дарове за младенце, који их дочекују заједно са младожењиним родитељима и музиком. Пођани тада доносе и девојачку спрему. Када се пођани прикључе весељу, односно седну за сто, износе се погаче, између осталих и пођанска и сваки гост на њих ставља новац за младенце.